# Hiéroglyphe égyptien E14
Le hiéroglyphe égyptien E14 (tesem) est classifié dans la section E « Mammifères » de la liste de Gardiner ; il y est noté E14.

## Représentation
Il représente un lévrier tesem.

## Utilisation
C'est un déterminatif du champ lexical du chien.

## Exemples de mots
| E9 | w | E14 |

| E9 | w | E14 |

| n · U19 | w · nw | E14 |

| n · U19 | w · nw | E14 |

| T · z | m | E14 |

| T · z | m | E14 |